# Papyrus Harris

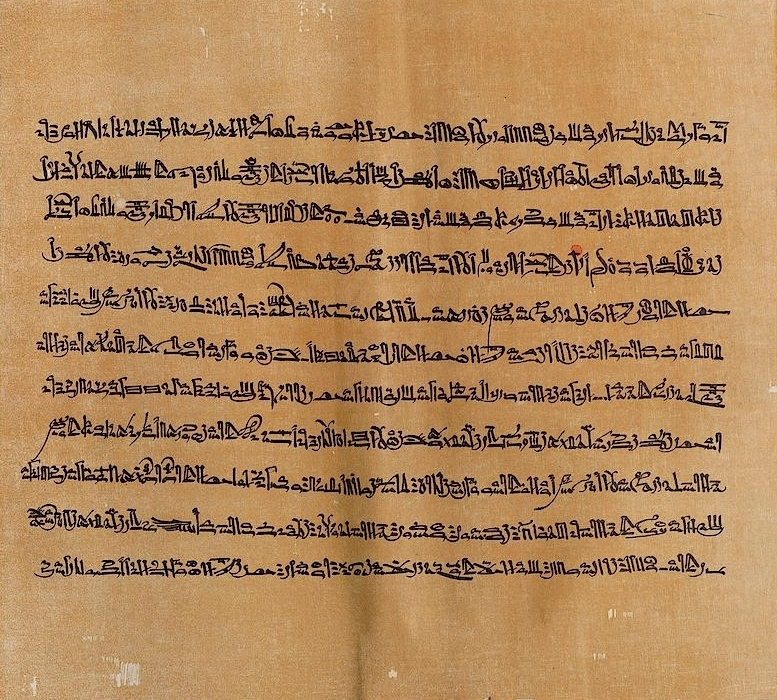
Papyrus Harris I

Le papyrus Harris connu aussi sous le nom de Grand papyrus Harris est le plus long papyrus découvert en Égypte, il mesure 41 mètres de long. Il a été trouvé dans une tombe près de Médinet Habou et acheté par le collectionneur Anthony Charles Harris en 1855. Il est entré dans les collections du British Museum en 1872.
Le texte en hiératique consiste en une liste de donations aux temples et en un résumé du règne de Ramsès III. Il raconte aussi comment Sethnakht a restauré la paix après une période de guerre civile. Le texte lui-même fut écrit sous le règne de Ramsès IV.

## Liens Externes
- Photographies du Papyrus Harris au British Museum